# Lutier

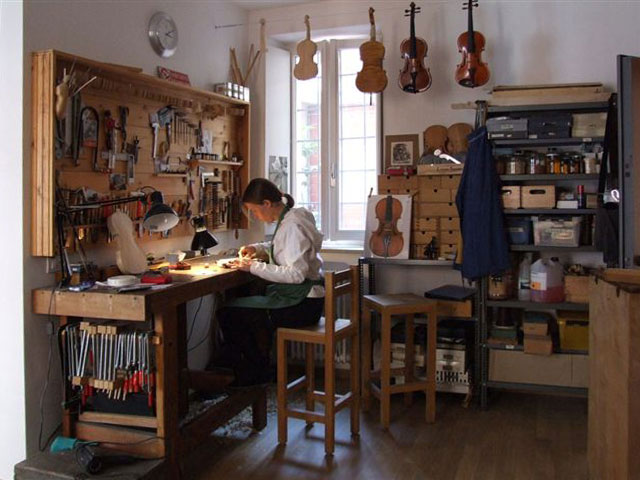
Taller de luthería en Cremona.

Un lutier (en francés: luthier), laudero, o violero es una persona que construye, restaura, repara y ajusta instrumentos de cuerda frotada y pulsada. Esto incluye violines, violas, violonchelos, contrabajos y violas da gamba y todo tipo de guitarras (acústica, eléctrica, electroacústica, clásica), cuatros, laúdes, archilaúdes, tiorbas, arpas, mandolinas, clavecines, timples, etc. Su actividad se llama laudería o luthería. Aunque en tiempos antiguos eran del gremio de los carpinteros y ebanistas y se dedicaban solo a los instrumentos de cuerda, por extensión, en la época actual se suele denominar lutier también a todo artesano que realice esas mismas tareas de construcción, ajuste y reparación de los instrumentos musicales en general (también vientos y percusión).
En la actualidad muchos lutieres realizan instrumentos antiguos y la materia prima que utilizan para intentar desarrollar los instrumentos con la mayor similitud posible a cómo eran originalmente, el consenso entre los investigadores es que se utilizaban maderas de los árboles autóctonos de cada lugar.

## Lexicografía
La palabra francesa lutherie, usada en una gran variedad de idiomas, hace referencia al arte de construir instrumentos de cuerda. El nombre luthier se relaciona con la palabra francesa luth, a su vez procedente del árabe العود al-ʿūd ('laúd'). Genéricamente al-ʿūd significa 'la madera'; la variante alemana de luthier es Luther, palabra que se ha transformado también en apellido (Lutero) y en nombre (Martin Luther King).
En buena parte del mundo hispano se traduce el término como «laudero» o «lutero», que proviene de la palabra laúd, o el término tradicional «violero», que tiene el mismo significado que luthier de 'constructor de instrumentos de cuerda'; sin embargo, luthier, «laudero» o «lutero» han ampliado su significado a quien construye cualquier tipo de instrumento de cuerda. En Argentina, el término se usa a veces, por extensión, a todo constructor de instrumentos musicales (idiófonos, membranófonos, cordófonos o aerófonos).
No obstante, el galicismo luthier ha sido adaptado en castellano y se encuentra en la vigesimotercera edición del diccionario de la Real Academia Española como «lutier» (plural lutieres). La grafía francesa luthier, sin embargo, se usa abundantemente en textos castellanos.

## En España
Los violeros  eran artesanos que construían instrumentos musicales de cuerda en España. La primera referencia al uso de este término aparece en Zaragoza en 1473.

### Diferentes nombres para un mismo oficio
Con anterioridad al uso de este término, los constructores de cordófonos en España se conocían como lauderos. Hasta entonces, e incluso después, encontramos otras formas de denominar el oficio en castellano, catalán y valenciano: Maestre de Lahuts, LLauter, Laudero, mestre de fer instruments de sonar, maestro de hacer vihuelas y laúdes, maestro de hacer laúdes y monacordios, maestro de hacer laúdes, monacordios e instrumentos, citolero, hacedor de vihuelas, maestro de hacer vihuelas, mestre de fer instruments. De entre los nombres primitivos, los dos únicos que adquirieron forma semántica concreta fueron los de laudero y citolero. Ambos, casi con total seguridad eran hiponímicos, ya que la variada producción de estos artífices iba más allá que la mera construcción de laúdes o cítolas. Más adelante aparecerá el término violero como hipónimo de los constructores de un amplio universo instrumental, entre el que se incluían vihuelas de mano, vihuelas de arco, arpas, laúdes, etc.
La voz laudero, que en España está documentada desde principios del siglo XV, sería traducida al italiano a principios del siglo XVI como liutaio, y décadas después al francés, como luthier. Todavía se mantienen vigentes hoy en día en Latinoamérica los términos laudero y laudería.

### Importancia cultural del legado de los violeros
Los violeros españoles desarrollaron un lenguaje propio que sentó las bases de posteriores trayectorias iniciadas en otros países europeos, especialmente en Italia. Su papel fue decisivo porque fundieron múltiples sustratos previos goticistas y andalusíes y lo transmitieron con vigor a toda Europa. Este oficio gozó de un gran prestigio social y cultural en los siglos XV y XVI, como demuestra, por ejemplo, el hecho de que Mahoma Mofferriz, un afamado violero y organero zaragozano fuera el alcalde de la aljama de los moros de la ciudad a finales del siglo XV; o que llegaran a ejercer el oficio algunos hidalgos, como Pedro y Mateo Arratia. Encontramos también violeros en Toledo compartiendo su actividad con las enseñanzas musicales, el magisterio de niños, o las clases de danza. 
Zaragoza fue la ciudad española con un mayor número de violeros activos en la segunda mitad del siglo XV y principios del XVI. En los años treinta de la centuria siguiente fue suplantada por Toledo y ya a finales del XVI por Madrid
De violero/a surgió un sustantivo derivado, violería, que puede significar lugar donde trabajan violeros, o el arte ejercido por ellos. La primera de estas dos acepciones queda clara en un solo ejemplo que conozcamos, el de la “calle de la violería de Sevilla”, citada a finales del siglo XVI y principios del XVII; mientras que el uso de la segunda parece ser privativo del propio gremio, perteneciente a la jerga profesional. El arte de los violeros ibéricos fue clave en el origen y desarrollo de muchos de los instrumentos musicales antiguos, especialmente de las vihuelas de mano, guitarras medievales, renacentistas y barrocas; vihuelas de arco, clavicordios, clavicémbalos, laúdes y arpas. Era un oficio bien reglamentado que contaba con gremio propio. Se conservan las ordenanzas de varias ciudades. En ellas, además de especificarse las normas de calidad, se estipulaban los procedimientos para la adquisición de los materiales y se sentaban las bases para la formación de los nuevos violeros, jóvenes aprendices que tardaban entre cuatro y seis años en formarse en el oficio, antes de convertirse en oficiales. Los oficiales, para llegar a alcanzar el grado de maestro, debían superar un examen en el que demostraban sus destrezas prácticas y conocimientos teóricos frente a un tribunal compuesto generalmente por dos maestros violeros consagrados y un veedor del gremio. Las ordenanzas cerraban su corpus con un conjunto de disposiciones normativas proteccionistas frente al intrusismo, garantizaban socorro mutuo entre los miembros del gremio, muy especialmente hacia las viudas, a las que se permitía mantener abierta la tienda durante un año después de la muerte de su esposo, hasta que volviera a casarse con un oficial o contratarlo para regentar el negocio.